# IL Runar
IL Runar är en norsk idrottsförening från Sandefjord, Vestfold. Den startades 1949 som en sammanslagning av tre klubbar: En fotbollsklubb, en handbollsklubb och en skid- och friidrottsklubb. Klubben har i dag ca. 1700 medlemmar.

## Handboll
För handbollssektionen, se Runar Håndball.